# Mass (Band)
Mass war eine 1973 unter dem Namen Black Mass gegründete bayerische Heavy-Metal-Band aus Regensburg, die sich 1987 auflöste. Ende 2016 wurde die Band reformiert und die klassische Besetzung um Keyboards erweitert.

## Bandgeschichte
Der Bassist Günther Viktor (manchmal auch: Victor) Radny scharte 1973 die Musiker Josef Hartl (Gesang), Walter Speck (Gitarre) und aus der Schweiz Charles Frey (Schlagzeug) im heimatlichen Lappersdorf bei Regensburg um sich. Gemeinsam wählte die auf modernen Rock ausgerichtete Gruppe in den Durchbruchs- und Erfolgsjahren von Black Sabbath den Namen Black Mass. Nach dem bald darauf erfolgten Suizid von Walter Speck, übernahm der Saarbrücker Gitarrist Gerd Schneider seinen Platz, bis ihm aufgrund massiven Drogenkonsums gekündigt wurde. Nun bediente die Gitarre der Engländer Mick Thackeray, der auf dem europäischen Festland schon verschiedene Künstler und Gruppen begleitet hatte. Zur gleichen Zeit vollzog sich am Schlagzeug der Wechsel von Charles Frey zu Johannes Eder. Nachdem Stabilität eingekehrt schien und man sich auf die Zukunft der Band konzentrieren konnte, verkürzte man den Bandnamen auf „Mass“.
Im April 1975 wurde im Münchener Studio 70 unter der Leitung von Dave Siddle, mit dem internationale Größen wie Jimi Hendrix und Deep Purple wiederholt gearbeitet hatten wie auch viele deutsche Krautrock-Pioniere, ein Album eingespielt. Neben dem übermäßigen Alkoholkonsum Thackerays gefährdeten insbesondere die Drogeneskapaden von Sänger Hartl das Vorhaben, das letztlich aufgeschoben werden musste. Die getätigten Aufnahmen gingen unterdessen verloren. Radny entließ die beiden Unsicherheitsfaktoren ein Jahr später. Mit dem aus Berlin gekommenen und Erfahrungen bei der Krautrock-Formation Walpurgis vorweisenden Detlef „Dave“ Schreiber, der Anfang 1976 per Annonce nach einer Band gesucht hatte, als neuem Gitarristen sollte es zu dritt weitergehen, wobei Radny und Schreiber sich den Gesang teilten. Radny zum Hinzustoßen von Schreiber: „Am 1. August 1976 hat sich der Berliner Gitarrist Dave Schreiber bei uns eingefunden, und seitdem gibt's Mass“. Im Abstand von etwas über einem Jahr wurden die Alben Back to the Music und Rock'n'Roll Power at 25th Hour aufgenommen. Ersteres entstand im Oktober 1976 und erschien im März 1977. Es bietet neun Eigenkompositionen nebst einer Coverversion des Creation-Hits Painter Man. 5.000 abgesetzte Exemplare konnten als Erfolg gelten. Ebenso ermutigend war die Resonanz auf die Konzerte in der Region Regensburg, die nach verschafftem Ansehen im Laufe der Jahre zu ganzen Festivals, zu denen viele andere Bands eingeladen wurden, ausgebaut werden konnten. Außerhalb Deutschlands trat man seltener auf, doch waren erinnerungswürdige Shows darunter, beispielsweise eröffnete im schweizerischen Chur Anfang 1977 die noch nicht zu Ruhm gelangte, stilistisch unentschlossene und für Tipps aufgeschlossene Band Krokus den Abend. Während der Endproduktion des letztgenannten Albums fand man im Juni 1978 einen Sänger, der noch schnell mit auf das für die Rückseite der Schallplattenhülle vorgesehene Gruppenfoto drauf konnte. Es handelte sich dabei um den in New York geborenen Sohn einer Deutschen mit einem Amerikaner, bei dessen zweitem Vornamen nicht ganz eindeutig ist, ob die deutsche (Ernst) oder die amerikanische Schreibweise (Ernest) die offizielle ist, was jedoch durch die von ihm selbst gewählte Variante „Jack E.“ zur Nebensächlichkeit gerät. Jack E. Burnside war somit der einzige Frontmann einer Musikgruppe härterer Gangart mit braunem Teint in Deutschland. Miteinander bekannt geworden waren Radny und Burnside bereits 1969 anlässlich eines Hendrix-Konzerts in München, aber der zwischen den USA und Deutschland hin und her pendelnde Burnside verfolgte zunächst seine Ziele in einer New Yorker New-Wave-Band, ehe er sich Mass anschloss.
1979 lief die Karriere richtig an, mit stotterndem Motor zwar, aber es ging voran. Die LP Slaughter House war unter dem Dach der Hamburger Plattenfirma Teldec, beim Sublabel Strand, gut aufgehoben und sprang in den griechischen Album-Charts auf Platz vier. Eine Griechenland-Tour platzte jedoch, weil der versprochene Vorschuss nicht eingetroffen war. Ähnlich zwiegespalten verlief es in den Folgejahren auch in anderen Bereichen. Drei weitere Alben, die sich gut verkauften erschienen zwischen 1980 und 1983, doch der Sprung in die Metal-Elite blieb aus. Inlands- und Auslands-Auftritte nahmen zu, Deutschland, Frankreich, die Niederlande, Belgien, Österreich und die Schweiz wurden im Schlepptau von Thin Lizzy, Rose Tattoo, Omega, Golden Earring, UFO, der Spencer Davis Group und anderen bereist. Trotzdem war Mass kein nachhaltiger Erfolg beschieden. Dergestalt war man hinreichend beschäftigt und kämpfte dennoch ums Überleben. Die Vorprogramme waren eine sich wiederholende Ochsentour ohne Verdienst, einige Headliner-Shows und regelmäßige Auftritte bei Bikertreffen hielten die Musiker über Wasser. Daneben waren Gelegenheitsjobs angesagt. Immerhin reichte es, einen Antiquitätenladen zu eröffnen, der noch ein bisschen was abwarf. 1984 war Heavy Metal zwar populärer geworden, doch auch die Konkurrenz größer, wodurch ein Gagenpokern ausgelöst wurde. Wenn es überhaupt Presseberichte gab, dann stand dem kleineren positiven Teil ein überwiegend „verächtlicher“ gegenüber. So beschrieb der Melody Maker ein Konzert als eine kakophonische Jamsession und endete: „Ihre Musik ist unkoordiniert, langweilig, phantasielos, unreif und unerträglich.“ Günther Radny bemerkte 1984 gegenüber dem Metal Hammer: „Zeitweise kam man sich als Gruppe dieses Genres als eine Ausgeburt des Teufels vor, man wurde verpönt oder einfach ignoriert.“ Der Metal-Autor Matthias Mader vermutete, dass es „wahrscheinlich daran lag, daß sie im Gegensatz zu den Scorpions oder Accept zu keiner Zeit im Ausland auch nur ansatzweise erfolgreich waren, nicht einmal überregionale Bekanntheit erreichen konnten“. Rückblickend sieht Radny die Gründe für das Scheitern seiner Band im jugendlichen Alter (alle dicht um das Jahr 1950 geboren), genauer im naiven Umgang mit der Musikindustrie und den Drogen. Dabei hatte man versucht, der Musikindustrie 1984 durch einen Wechsel zum Indie „Macho“ zu entfliehen, und den Drogen durch verschiedene Hinauswürfe und 1981 der Zurückweisung des zu Weltruhm gelangten, allerdings heroinabhängigen Krokus-Vertriebenen Tommy Kiefer, der sich als zweiter Gitarrist angeboten hatte.
Bei War Law, im August 1984 zum dritten Mal in Folge unter der Regie von Krokus-Produzent Martin Pearson aufgenommen und noch im selben Jahr erschienen, passte alles zusammen: Bandgefüge, Erfolgsproduzent, Indie-Label, Bühnen-Outfit, Speed-Metal-Ausrichtung, Coverartwork. Dieselbe eingespielte Mannschaft am und vor dem Mischpult lieferte nämlich wieder eine in Fantasy-Design verpackte LP ab, wobei „Mass einiges an Geschwindigkeit zugelegt [hatte], so daß ihr neues Leder/Nieten-Image (endlich) überwiegend kongruent zu ihrem Sound war.“ War der Albumtitel Swiss Connection (1981) noch ein bekennendes Indiz für die enge Verbindung mit der Schweiz (der Aufnahmeort war auch diesmal wieder Maur), wurden hier die ersten Akkorde der deutschen Nationalhymne in Übergeschwindigkeit angestimmt.
Eine letzte große Tournee absolvierte Mass im Mai 1985 zusammen mit der deutschen Formation Beast noch als Eröffnungsband für die Schweizer Avantgarde-Metal-Band Celtic Frost und ein letztes Album namens Kick Your Ass beim Kleinstlabel GVR, das von Roadrunner Records vertrieben wird, wurde noch vollendet, bevor der rasante Abstieg einsetzte. Der Wechsel zu diesem Label geschah laut Radny, weil „wir endlich auch einmal Geld verdienen wollen“. Die Band hatte inzwischen ein eigenes Studio, in dem sie an Liedern arbeiten konnte. Das Album wurde von Martin Pearson in den Schweizer Powerplay Studios aufgenommen. Hauptsächlich ihrer angeschlagenen Gesundheit wegen verließen nach der Promotiontour Burnside und Schreiber die Gruppe. Ersetzt wurden sie durch Sänger Ritchie Newton und die beiden Gitarristen Heinz Götz und Bernie Hohenester. Lokale Shows, darunter eine mit 800 Besuchern in Regensburg, unter dem Motto „We Rock the Party“ schlossen sich an. Im September 1987 war die Band auf dem Sampler Iron Tyrants – European Blitz von World Metal Records mit dem Lied Pay It von Kick Your Ass zu hören. Der Tonträger wurde weltweit vertrieben. Da man erneut auf Vertragssuche war, erstellte man ein Demo gleichen Namens (We Rock the Party), stoppte die Verbreitung jedoch angesichts des ebenfalls angeschlagenen Eder. Eder und Burnside zahlen heute für den körperlichen Raubbau und bedenkenlosen Alkoholzuspruch mit Spätfolgen.
Einen totalen Neuanfang inklusive einer Umbenennung versuchte Radny zusammen mit dem Sänger Don A. Bianchi, dem Gitarristen Dieter Saller, dem Keyboarder Goth Krumbach und – nach einem frühen ersten Mitstreiteraustausch – Ex-Tyrus-Schlagzeuger Michael Hartinger als Monsters. Deren einzige LP (1990) wurde später mit abermals veränderter Besetzung eingespielt. Was Radny nach dem missglückten Versuch geblieben war, war das Antiquitätengeschäft sowie die Mitgliedschaft in einer Coverband, in der er schon am Anfang seiner Musikerkarriere gespielt hatte.
2017 ging Radny die Wiederbelebung seiner Band Mass erneut an, diesmal mit Matthias Pfaller als Sänger, Hannes Heid an der Gitarre, Andy Gmeinwieser am Schlagzeug und Clemens Matejka am Keyboard. Im April 2019 wurde das Album "Still Chained" bei Pride & Joy Music veröffentlicht, welches weltweit positive Resonanzen in der Musikpresse erfahren hat.

## Stil
In seinem Deutschrock-Lexikon bezeichnete Wolfgang Wilholm die Musik der Debüt-LP als „Rockmusik mit Tendenz zum Hard Rock“. Das Vorläufer-Werk Rock in Deutschland von Günter Ehnert nannte es „Schwermetall-Rock […], der bisweilen an Rory Gallagher und Black Sabbath erinnert“. Matthias Mader sah im Nachfolgealbum von Blues und Boogie beeinflussten Hardrock deutscher Prägung. Bei Slaughter House fühlte er sich je nach Lied an Accept, AC/DC oder Rose Tattoo erinnert. Mit den Folgealben vollzog Mass nach Ansicht Maders eine Entwicklung hin zum mustergültigen Heavy Metal, allerdings mit Verspätung, wie er fand, denn inzwischen wäre der Trend in Richtung Speed Metal umgeschlagen. Zu dieser Aktualität hätte die Band erst mit War Law aufgeschlossen. In The International Encyclopedia of Hard Rock and Heavy Metal wurde die anfängliche Musik als eine Mischung aus Punk und Heavy Metal bezeichnet, wobei sie sich ab Swiss Connection in eine metallischere Richtung bewegen würde. Martin Popoff bezeichnete in seinem Buch The Collector’s Guide of Heavy Metal Volume 2: The Eighties die Musik auf Swiss Connection als eine Mischung aus Krokus, Oberst Klink und Lemmy Kilmister. Auf Metal Fighter fühle er sich vor allem an die belgischen Killer erinnert und verwies auch auf Ähnlichkeiten zu Krokus-Veröffentlichungen der 1980er-Jahre. Er nahm das Album wie auch den Vorgänger negativ auf und bezeichnete die Musik als kraftlosen „dirt rock“. Auch auf War Law spiele die Band laut Popoff weiterhin „pubby, happy-go-dumply rock ’n’ metal“. Laut Jens Schmiedeberg vom Metal Hammer sei auf Metal Fighter neben klassischem Heavy Metal, wie es die Covergestaltung schon vermuten lassen würde, in Liedern wie Metal Man, Break Out und Fire from Hell „Hardrock erster Güte“ zu hören. Auf dem Album sei zudem eine Coverversion von Steppenwolfs Born to Be Wild, woran sich Mass laut Schmiedeberg lieber nicht hätte versuchen sollen. Ähnlich sah es auch Frank Kleiner, der in seiner Metal-Hammer-Rezension zu War Law die Musik als eine Mischung aus Hard Rock und Heavy Metal bezeichnete. Auf Kick Your Ass spiele die Band laut Metal-Hammer-Rezensent Ulf Kaldeuer Hard Rock, der jedoch schon vor fünf Jahren veraltet gewesen sei.

## Diskografie
- 1977: Back to the Music (United Artists Records)
- 1978: Rock’n’Roll Power at 25th Hour (Hot Stuff Records)
- 1979: Slaughter House (Strand)
- 1980: Angel Power (Strand)
- 1981: Swiss Connection (Strand)
- 1983: Metal Fighter (Strand)
- 1984: War Law (Macho)
- 1986: Kick Your Ass (GVR)
- 2019: Still Chained